# جوزپ اسکولا
جوزپ اسکولا سگالس (به کاتالان: Josep Escolà Segalés) (زاده ۲۸ آگوست ۱۹۱۴ بارسلون، درگذشته ۷ مارس ۱۹۹۸) که خوزه اسکولا نیز شناخته می‌شود، فوتبالیست کاتالان بود که برای هر دو تیم ملی فوتبال اسپانیا و تیم ملی فوتبال کاتالونیا بازی کرده است. او بیشتر دوران بازیکنی خود را در بارسلونا گذراند. پس از بازنشستگی در سال ۱۹۴۸ به مربیگری روی آورد.